# UEFA Super Cup 2023
Der UEFA Super Cup 2023 war die 49. Ausgabe des UEFA Super Cup, ein jährliches Fußballspiel, das von der UEFA organisiert wird und an dem die Meister der beiden wichtigsten europäischen Vereinswettbewerbe, der UEFA Champions League und der UEFA Europa League, teilnehmen. Es fand am 16. August 2023 im Karaiskakis-Stadion im griechischen Piräus zwischen dem englischen Verein Manchester City, Gewinner der UEFA Champions League 2022/23, und dem spanischen Verein FC Sevilla, Gewinner der UEFA Europa League 2022/23, statt.
Das Spiel sollte ursprünglich in der Ak Bars Arena in Kasan, Russland, ausgetragen werden. Aufgrund des russischen Überfalls auf die Ukraine seit 2022 wurde es jedoch am 25. Januar 2023 nach Piräus verlegt.
Manchester City gewann das Spiel mit 5:4 im Elfmeterschießen nach einem 1:1-Unentschieden nach 90 Minuten und sicherte sich damit seinen ersten UEFA-Super-Cup-Titel.

## Austragungsort

### Auswahl des Austragungsortes
Die Ak Bars Arena in Kasan, Russland wurde ursprünglich vom UEFA-Exekutivkomitee während ihres Treffens in Amsterdam am 2. März 2020 als Austragungsort ausgewählt. Der albanische Fußballverband hatte sich ebenfalls um die Austragung des Spiels in Tirana beworben, zog seine Kandidatur jedoch vor der Abstimmung zurück.
| Land         | Stadion             | Stadt  | Kapazität | Bemerkung                                                     |
| ------------ | ------------------- | ------ | --------- | ------------------------------------------------------------- |
| Albanien     | Air Albania Stadium | Tirana | 22.500    | Austragungsort des UEFA-Europa-Conference-League-Finales 2022 |
| Russland     | Ak Bars Arena       | Kasan  | 45.093    |                                                               |
| Griechenland | Karaiskakis-Stadion | Piräus | 33.334    |                                                               |

### Verlegung nach Piräus
Als Folge des Russischen Überfalls auf die Ukraine entzog die UEFA Russland und damit Kasan am 25. Januar 2023 die Rolle als Austragungsort des UEFA Super Cups 2023. Eigentlich sollte das Spiel auch nach Sankt Petersburg ausgetragen werden, wurde aber nach Paris verlegt.
Im Dezember 2022 schlug der griechische Fußballverband vor, das Spiel ins Kleanthis-Vikelidis-Stadion in Thessaloniki zu verlegen. Zentralmakedonische Beamte hatten die UEFA aufgefordert, das Spiel nach Thessaloniki zu verlegen. Nachdem Kasan das Austragungsrecht entzogen wurde, wurde das Spiel ins Karaiskakis-Stadion im griechischen Piräus verlegt. Nach dem Finale des Europapokals der Pokalsieger 1971 wäre dies das zweite Mal, dass ein Finale eines UEFA-Klubwettbewerbs im Karaiskakis-Stadion in Piräus ausgetragen wird. Vor der Verlegung war Griechenland als einer der Gastgeber für das UEFA-Europa-Conference-League-Finale 2024 im Agia-Sofia-Stadion in Athen ausgewählt worden.
Ohne die Entziehung des Austragungsrechts hätte Kasan das erste Mal den UEFA Super Cup und das zweite Mal ein Finale eines UEFA-Klubwettbewerbs nach dem Finale des UEFA Women’s Cups 2008/09 ausgetragen. Die Ak Bars Arena war zuvor Austragungsort des FIFA-Konföderationen-Pokals 2017, bei dem drei Gruppenspiele und ein Halbfinale, sowie der Fußball-Weltmeisterschaft 2018, bei denen vier Gruppenspiele, ein Achtelfinale und ein Viertelfinale ausgetragen wurden.

## Spielbericht
In der 8. Minute war Manchester City nahe daran, das erste Tor zu erzielen, nachdem Bono einen Kopfball von Nathan Aké abwehrte. Bono wehrte zudem auch Jack Grealishs Versuch, das Tor außerhalb des Strafraums in der 17. Minute zu erzielen. In der 25. Minute ging der FC Sevilla in Führung durch eine Flanke von Marcos Acuña in den Strafraum den Weg zum Kopf von Youssef En-Nesyri, der den Ball mit dem Kopf in die untere linke Ecke des Netzes beförderte. In der zweiten Halbzeit wurde En-Nesyri von Lucas Ocampos aufs Tor geschickt, bevor sein Versuch von Ederson abgewehrt wurde. Cole Palmer erzielte in der 63. Minute den Ausgleich für Manchester City (1:1), nachdem er den Ball nach einer Flanke von Rodri an Bono vorbei köpfte. In der 64. Minute wurde En-Nesyri erneut von Ocampos aufs Tor geschickt, aber Ederson parierte erneut. Palmers Schlenzer wurde in der 69. Minute ebenfalls von Bono abgewehrt. Der ständige Druck von Man City führte schließlich dazu, dass ein Kopfball von Aké über die Latte von Bono gelenkt wurde. Das Spiel endete nach 90 Minuten mit 1:1 und musste durch das Elfmeterschießen entschieden werden. Nachdem beide Teams ihre ersten vier Elfmeter erfolgreich verwandelt hatten, verwandelte Manchester City-Kapitän Kyle Walker den fünften Elfmeter, bevor Nemanja Gudelj den entscheidenden Elfmeter für Sevilla verschoss, indem er die Latte traf. Am Ende gewann Manchester City den UEFA Super Cup mit 5:4 im Elfmeterschießen und somit auch sein allererste UEFA-Super-Cup-Titel.

## Spieldaten
| Manchester City                                                               | Manchester City | FC Sevilla | FC Sevilla | Aufstellung                                  |
| ----------------------------------------------------------------------------- | --- | --- | ---------- | -------------------------------------------- |
| Manchester City                                                               | \| 16. August 2023 um 22:00 Uhr (21:00 Uhr MESZ) in Piräus (Karaiskakis-Stadion) \| \| Ergebnis: 1:1 (0:1), 5:4 i. E. \| \| Zuschauer: 29.207 \| \| Schiedsrichter: François Letexier ( Frankreich) 1 \| \| Spielbericht \| | \| 16. August 2023 um 22:00 Uhr (21:00 Uhr MESZ) in Piräus (Karaiskakis-Stadion) \| \| Ergebnis: 1:1 (0:1), 5:4 i. E. \| \| Zuschauer: 29.207 \| \| Schiedsrichter: François Letexier ( Frankreich) 1 \| \| Spielbericht \|                                            | FC Sevilla | Aufstellung Manchester City gegen FC Sevilla |
| Manchester City                                                               | Ederson – Kyle Walker , Manuel Akanji, Joško Gvardiol, Nathan Aké – Mateo Kovačić, Rodri – Cole Palmer ( 85. Julián Álvarez), Phil Foden, Jack Grealish – Erling Haaland Cheftrainer: Pep Guardiola ( Spanien)              | Bono – Marcos Acuña, Nemanja Gudelj, Loïc Badé, Jesús Navas ( 83. Gonzalo Montiel) – Ivan Rakitić, Joan Jordán – Erik Lamela ( 90+3. Suso), Óliver Torres ( 74. Juanlu Sánchez), Lucas Ocampos – Youssef En-Nesyri ( 90+3. Rafa Mir) Cheftrainer: José Luis Mendilibar | FC Sevilla | Aufstellung Manchester City gegen FC Sevilla |
| Manchester City                                                               | 1:1 Cole Palmer (63.) | 0:1 Youssef En-Nesyri (25.) | FC Sevilla | Aufstellung Manchester City gegen FC Sevilla |
| Manchester City                                                               | Elfmeterschießen | | FC Sevilla | Aufstellung Manchester City gegen FC Sevilla |
| Manchester City                                                               | 1:0 Erling Haaland 2:1 Julian Álvarez 3:2 Mateo Kovačić 4:3 Joško Gvardiol 5:4 Kyle Walker | 1:1 Lucas Ocampos 2:2 Rafa Mir 3:3 Ivan Rakitić 4:4 Gonzalo Montiel Nemanja Gudelj | FC Sevilla | Aufstellung Manchester City gegen FC Sevilla |
| Manchester City                                                               | Erik Lamela (62.), Juanlu Sánchez (90.) | | FC Sevilla | Aufstellung Manchester City gegen FC Sevilla |
| Manchester City                                                               | Spieler des Spiels: Cole Palmer ( Manchester City) | | FC Sevilla | Aufstellung Manchester City gegen FC Sevilla |
| 16. August 2023 um 22:00 Uhr (21:00 Uhr MESZ) in Piräus (Karaiskakis-Stadion) | | |            |                                              |
| Ergebnis: 1:1 (0:1), 5:4 i. E.                                                | | |            |                                              |
| Zuschauer: 29.207                                                             | | |            |                                              |
| Schiedsrichter: François Letexier ( Frankreich) 1                             | | |            |                                              |
| Spielbericht                                                                  | | |            |                                              |